# Pakistán en los Juegos Paralímpicos de Atlanta 1996
Pakistán estuvo representado en los Juegos Paralímpicos de Atlanta 1996 por un deportista masculino. El equipo paralímpico pakistaní no obtuvo ninguna medalla en estos Juegos.